# Стол седморице
Краљевски стол седморице је био врховни суд у Загребу за подручје Хрватске од 1862. до 1945. године.

## Активности
Стол седморице доносио је решења у грађанским, парничним и ванпарничним споровима у последњој инстанци, тј. решавао је жалбе против пресуда судбених столова те давао мишљења о појединим нацртима законских прописа уколико му је Влада доставила нацрт. Касациони суд је деловао и као суд за судије, адвокате и нотаре.
За време Независне Државе Хрватске добио је у надлежност решавање сукоба надлежности између управних (грађанских или војних снага) и судских власти, као и сукобе о надлежности између Управног суда у Загребу и редовних судова, спорове о надлежности између судских власти из разних подручја банских столова, урачунавши и шеријатске судове, те одлуке у одређивању локалне надлежности.

## Устројство
Суд се делио на кривично и грађанско одељење. Свако се одељење делило у већа од по 5 судија. Поред редовних већа постојале су и пуне седнице за свако одељење, а у свакој је било по 11 судија. Унутар кривичног и грађанског одељења постојала је општа седница (21 судија) Касационог суда. Општа седница била је редовна или ванредна. Постојало је и Одељење за евиденцију и Персонално веће (6 судија бирани коцком), које је предлагало број судских помоћника за Касациони суд.

## Историја
Стол седморице основан је краљевском одлуком од 9. априла 1862. године која је проведена одлуком Хрватске дворске канцеларије од 10. јуна исте године. Почео је с радом двадесет дана касније. Установљен је у време када је врховна судијска служба била спојена с банском чашћу, тако да је суд био под председништвом бана.
Законом о устројству правосуђа у Војној крајини при Столу седморице основан је Крајишки одсек 1874. године. Одсек је спојен са Столом седморице наредбом бана Ладислава Пејачевића из 1881. године што је Хрватски сабор потврдио законом из 1893. Године.
Краљевским указом од 28. септембра 1919. основано је Одељење Б Стола седморице као Судска последња инстанца за Краљевину Срба, Хрвата и Словенаца — судство је било устројено према аустријским законима. Одељење Б био је врховни судски орган и последњи степен у грађанским (парничним и ванпарничним), казненим (као касациони суд) и дисциплинским предметима као дисциплинарни сенат за судије и као виша дисциплинска комисија за несудијске службенике. Одјељење Б је с радом почело 15. јануара 1920. године. Законом о уређењу судова из 1929. предвиђен је Касациони суд као врховна судска инстанца над свим редовним судовима у држави, што значи да није основан један јединствени суд, већ шест врховних судских инстанци за бивше хрватско правно подручје, од 1932. године и за Међимурје Сто седморице у Загребу и Б. Одељење загребачког Стола седморице за бивше аустријско правно подручје.
Стол седморице законском одредбом је од 31. марта 1943. године био надлежан за подручје Независне Државе Хрватске. Укинут је одлуком председништва АВНОЈ-а од 1945. године.

### Називи
- Краљевски Сто седморице за краљевину Хрватску, Славонију и Далмацију (1862—1928)
- Касациони суд (1929—1943)
- Стол седморице (1943—1945)

## Извор
- „Архивски информациони систем АРХИНЕТ“